# Clemente López de Osornio
Clemente López de Osornio (Buenos Aires, 25 de noviembre de 1720 - Provincia de Buenos Aires, 13 de diciembre de 1783) fue un hacendado que vivió en la actual República Argentina, y fue pionero en el sur de la provincia de Buenos Aires y destacado oficial de milicias, encargado de las relaciones de paz y guerra con los indígenas de la región.

## Biografía
En 1736 se enroló en la milicia de caballería provincial, y prestó servicios en la defensa del fortín de Arrecifes contra los indígenas. Tres años más tarde, participó en la campaña del comandante Juan de San Martín a la zona que actualmente es Laguna de los Padres, cerca de Mar del Plata.
En 1752 fue nombrado comisionado del pago de Magdalena, y administró la estancia del Rey en La Vigilancia, que tenía como objetivo abastecer a la ciudad de Buenos Aires y a su guarnición militar. Se destacó dándoles libertad a muchos peones esclavos en premio por sus servicios militares. Como administrador de estancias del Rey, proveyó de ganado a las misiones jesuitas del Sur, una de las cuales estaba ubicada cerca de la boca del río Salado, y la otra en la Laguna de los Padres, que tomó de ellos su nombre.
En 1753 hizo su primer viaje a las Misiones jesuíticas guaraníes, donde aprendió la forma de trabajo de los indígenas "reducidos". Trajo de regreso a algunos sacerdotes, para continuar las misiones pampeanas, pero éstas fueron abandonadas ese mismo año ante un aumento de los conflictos armados con los indígenas.
En 1758 fue enviado por segunda vez a Misiones, para intentar la refundación de las misiones abandonadas de la pampa. A su regreso, dos años más tarde, encontró que había enviudado de su primera esposa, madre de su hijo favorito Andrés y sus tres hermanos. Se casó por segunda vez en 1766, y de su segundo matrimonio tuvo varios hijos e hijas, de los cuales la mayor fue Agustina.
En 1765 fue nombrado comandante general de campaña de la provincia de Buenos Aires. Poco después se asoció con el comerciante Juan Fernández de Noario para administrar la Estancia del Rey en el "Rincón de Noario", entre las desembocaduras de los ríos Salado y Samborombón.
Tuvo decenas de encuentros armados con los indios, y aprendió a combinar la fuerza con las negociaciones. Por su parte, los indios aprendieron a aplicar la misma política, alternando malones con tratados de paz.
Dirigió una expedición a las Salinas Grandes, al oeste de la Bahía Blanca, a recoger sal. En el camino hizo un relevamiento riguroso de las aguadas y huellas en el desierto, y de las tribus que merodeaban por la zona. Organizó cinco compañías de Blandengues, destinadas a guarecer la frontera sur con los indígenas.
En 1779 obtuvo su retiro militar, y la concesión de la estancia del rincón del Salado, inmediatamente al sur de la desembocadura del río, y que incluía la antigua "Reducción de la Concepción". Desde entonces, la zona se llama "Rincón de López". Se estableció en la loma más próxima al mar y al río Salado, cerrando el acceso por el sur a la estancia con un zanjón profundo y una empalizada, con puente y puerta de entrada. Por detrás tenía corrales suficientes para guardar mucha hacienda, a cubierto de ataques indígenas.
Llegó a ser un hacendado muy rico, y en 1782 fue nombrado apoderado de los hacendados ante el cabildo porteño por cinco años.
En diciembre de 1783, la estancia del Rincón de López fue atacada por un importante malón, obligando a don Clemente a refugiarse tras la zanja y la empalizada. Pero después de tres días, los indios se acercaron lo suficiente como para lanzar boleadoras sobre la empalizada, atadas a pajas encendidas, con las que incendiaron los ranchos de la estancia. López decidió salir con su hijo Andrés y algunos peones a enfrentarlos, ordenando cerrar la empalizada a sus espaldas. Fueron derrotados, y tanto Clemente con Andrés murieron en combate.
Poco después de la muerte de su padre, la mayor parte de sus bienes pasó a su hija Agustina López de Osornio, que se casaría con el oficial León Ortiz de Rozas, de quien tendría diez hijos; el mayor de los varones fue el gobernador Juan Manuel de Rosas, estanciero y militar como su abuelo, que gobernaría la Confederación Argentina durante 25 años.